# Oleksandr Oudovitchenko
Oleksandr Ivanovitch Oudovitchenko (ukrainien : Олександр Іванович Удовиченко), né le 20 février 1887 à Kharkiv dans l'Empire russe et décédé le 19 avril 1975 à Menton en France, est un général de l'armée populaire de la République nationale ukrainienne et un administrateur militaire. Plus tard, il fut vice-président du gouvernement en exil de la République nationale ukrainienne.

### Ouvrages
- Ukraine in the war for the Statehood (Winnipeg, 1954) Electronic copy (en ukrainien)
- Third Iron Division Vol.1 (New York, 1971), vol.2 (New York, 1982)